# Episodi di Cursed (serie televisiva 2020)
La prima stagione della serie televisiva Cursed, composta da 10 episodi, è stata interamente pubblicata sul servizio di streaming on demand Netflix il 17 luglio 2020.
| nº | Titolo originale     | Titolo italiano   | Pubblicazione  |
| -- | -------------------- | ----------------- | -------------- |
| 1  | Nimue                | Nimue             | 17 luglio 2020 |
| 2  | Cursed               | Maledetta         | 17 luglio 2020 |
| 3  | Alone                | Da sola           | 17 luglio 2020 |
| 4  | The Red Lake         | Il lago rosso     | 17 luglio 2020 |
| 5  | The Joining          | Il congiungimento | 17 luglio 2020 |
| 6  | Festa and Moreii     | Festa e Moreii    | 17 luglio 2020 |
| 7  | Bring Us In Good Ale | Birra in quantità | 17 luglio 2020 |
| 8  | The Fey Queen        | La regina Fey     | 17 luglio 2020 |
| 9  | Poisons              | Veleni            | 17 luglio 2020 |
| 10 | The Sacrifice        | Il sacrificio     | 17 luglio 2020 |